# Cimon en Pero (Jerôme Duquesnoy II)
Op stilistisch vlak doet deze marmeren Cimon en Pero denken aan de classicistisch-barokke beeldhouwer en architect Jerôme Duquesnoy II (Brussel 1602 - Gent 1654). Daar is in de loop der jaren echter heel wat discussie over geweest. Sommige kunsthistorici schrijven het beeld dan ook aan de Antwerpse beeldhouwer Artus Quellinus I (Antwerpen 1609 - Antwerpen 1668, toeschrijving 1880) of Lodewijk Willemsens (Antwerpen 1630 - Antwerpen 1702, toeschrijving 1905) toe. Het onderwerp uit de antieke literatuur was vooral in de zestiende tot achttiende eeuw een voorbeeld voor veel kunstenaars. De beeldengroep is momenteel in het bezit van het Koninklijk Museum voor Schone Kunsten Antwerpen, die het in 1880 aankocht van de weduwe Jacobs-Beeckman.

## Betekenis
Cimon, oorspronkelijk Myco genaamd, was veroordeeld tot de hongerdood. In afwachting daarvan werd hij geketend aan zijn voet opgesloten in de gevangenis. Het was daar dat zijn dochter Pero hem kwam bezoeken. Om hem in leven te houden, liet Pero haar vader drinken aan haar borst. Toen de stadsmagistraat hiervan op de hoogte werd gebracht, was hij zo ontroerd door het liefdevolle gebaar van vader en dochter dat hij Cimon vrijliet. Hij mocht voor de rest van zijn leven op kosten van de staat leven opdat hij geen honger meer hoefde te lijden. Pero werd al snel het ideaalbeeld van het aan haar ouders toegewijde kind. Dat concept werd uitgewerkt door Dirck Volckertsz. Coornhert in zijn traktaat Zedekunst, dat is Wellevenskunste (1585). Daarin schreef hij over de morele verplichting van gezinsleden. Specifiek stelde hij dat kinderen, als blijk van dankbaarheid ten opzichte voor hun opvoeding, moesten zorgen voor hun bejaarde en verzwakte ouders.
De van oorsprong Hellenistische legende van Cimon en Pero was erg populair in het antieke Rome. Valerius Maximus nam de legende in de eerste eeuw na Christus bijvoorbeeld over in zijn werk Factorum ac dictorum memorabilium (boek 5, hoofdstuk 4). De legende vormde bovendien de inspiratiebron van rituelen waarbij een volwassen man moedermelk aan de borst van een vrouw dronk. Deze symbolische handeling verbeeldde de mystieke verwantschap tussen hen. De man werd hierdoor geadopteerd en verzekerde het voortbestaan van de familie door het mannelijke geslacht te verzekeren.
Reeds aan het einde van de late middeleeuwen haalde Cesare Ripa (1555-1622) de legende aan in zijn Iconologia (Brussel 1977, p. 94 (cat.60)). Sindsdien ontwikkelden verschillende varianten van de legende zich. In de eerste versies keek Pero haar vader teder aan terwijl hij dronk. Caravaggio (1571-1610) veranderde de iconografie naar de zeven werken van barmhartigheid in 1606-7. Later evolueerde het motief naar een rechtopstaande Pero, angstig dat de bewakers haar zouden betrappen. Ook de schilders Bartolomeo Manfredi (1582-1622) en Dirck van Baburen (1595-1624), die in de jaren 1617-9 in Santa Maria delle Fratte te Rome woonden en elkaars werk konden observeren, gingen aan de slag met het onderwerp. Het was Manfredi die, geïnspireerd door van Baburens werk, de iconografie in Noord-West-Europa introduceerde. Tot slot werkte ook Rubens (1577-1940) enkele werken over de legende uit. Hij veranderde onder andere Pero’s uiterlijk en voegde soms het kind toe. Oorspronkelijk ontbrak deze. In de zeventiende eeuw voegden kunstenaars het echter steeds vaker toe om een incestueuze interpretatie of die van de ongelijke geliefden tegen te gaan. Ook de maker van dit beeldhouwwerk deed dat. Bovendien geeft de kleuter het verhaal een extra betekenis. De drie generaties - het kind, de volwassen Pero (vruchtbaarheid) en de oude Cimon (verval) - maken dat dit beeld zowel jeugd als ouderdom symboliseert. Dit beeld accentueert deze visie door middel van een dalende diagonaal, vertrekkend bij het kind en eindigend bij de oude man.
Naast het feit dat de kunstenaar Pero hier staand afbeeldde, met een duimzuigend kind op haar arm, verschilt het werk ook van de gebruikelijke iconografie doordat Cimon op een stenen of houten blok zit. Mogelijk baseerde de kunstenaar zich hiervoor op een ets van Willem Paneels (1590-1634). Ook het hoofd van Cimon, met halflange baard en kalende schedel, zijn waarschijnlijk op de ets terug te voeren. Het kind dat op zijn duim zuigt is mogelijk een geïnspireerd op de compositie van Gaspar de Crayer (1584-1664), net zoals het kapsel van Pero (Stiftung Weimar inv./cat.nr KK 4879).
Naast deze Caritas Romana, bestaat ook nog de christelijke Caritas. Deze wordt voorgesteld als een zogende vrouw omring door meerdere kinderen. Het Caritas-thema bevat zowel Amor Dei (liefde voor God) als Amor Proximi (naastenliefde). Beiden kunnen niet zonder elkaar.

## Referentielijst
1. ↑  Nico Van Hout in bezoekersgids Het Gulden Cabinet. Koninklijk Museum bij Rockox te gast, 2013, p. 45.
2. 1 2 3 4  Sandra Janssens, in Het Museumboek. Hoogtepunten uit de verzameling, 2003, p. 116.
3. ↑  Nanny Schrijvers, in Wandeling door de afdeling oude kunst van het Koninklijk Museum voor Schone Kunsten Antwerpen. Borstvoeding in schilder- en beeldhouwkunst, 1997.
4. ↑  Koninklijk Muzeum van Schoone Kunsten. Beschrijvend Catalogus. I. Oude meesters, 1905, p. 358.
5. 1 2  Siska Beele in publieksboekje museumwandeling 'De roze strikken', 2008
6. ↑  Nico Van Hout in bezoekersgids Het Gulden Cabinet. Koninklijk Museum bij Rockox te gast, 2013, p. 45-7.
7. 1 2  Ceuleneer, La Charité romaine dans la littérature et dans l’art. Note complémentaire, in: Annales de l’Académie royale d’Archéologie de Belgique, I, 1921, 181.
8. ↑  (en) Gaspar de Crayer. rkd.nl. Gearchiveerd op 7 augustus 2018. Geraadpleegd op 7 augustus 2018.